# Microdon wainwrighti
Microdon wainwrighti är en tvåvingeart som beskrevs av Charles Howard Curran 1938. Microdon wainwrighti ingår i släktet myrblomflugor, och familjen blomflugor.
Artens utbredningsområde är Moçambique. Inga underarter finns listade i Catalogue of Life.